# Чикагска пишеща машина
„Чикагска пишеща машина“ (на корейски: 시카고 타자기, Sikago tajagi; на английски: Chicago Typewriter) е южнокорейски сериал с участието на Ю А-ин, Им Су-джунг и Го Кьонг-пьо. Излъчва се по Ти Ви Ен от 7 април до 3 юни 2017 г. всеки петък и събота от 20:00 за 16 епизода.

## Сюжет
Поредицата изобразява трима борци за съпротива, живяли по време на японската окупация на Корея през 30-те години на миналия век, които се прераждат в настоящето като писател на бестселъри в криза, фен и писател-призрак.
Това е епична история за приятелството, любовта и предателството, която продължава 80 години. А триото – писател, писател-призрак и фен – се надпреварва с времето да намери истината от миналото, която ги преследва.

## Актьори
- Ю А-ин – Хан Се-джу / Со Хуи-йонг[6]
- Им Су-джунг – Джон Сол / Рю Су-хюн / Анастасия[7]
- Го Кьонг-пьо – Ю Джин-о / Шин Юл
- Куак Ши-янг – Бек Те-мин / Хо Йонг-мин